# Brug 775
Brug 775 is een bouwkundig kunstwerk in Amsterdam Nieuw-West. Ze voert over de verbinding tussen de ringsloot om het terrein en de centrale vijver met fontein van begraafplaats Westgaarde.
Deze vaste brug is ondanks haar breedte van ruim 28 meter en lengte van 35 meter een van de rustigste bruggen van de stad. Van die breedte is “slechts” acht meter ingeruimd als rijweg; het restant is keurig verdeeld over twee voetpaden. Brug 775 werd gebouwd als toegang tot Begraafplaats Westgaarde, dan nog Westerhof geheten, en ligt nabij de ingang aan de Ookmeerweg en in het verlengde van de Osdorper Ban. De brug ligt in een “rondweg” rondom de centraal gelegen vijver. Op 24 augustus 1967 werd de aanbesteding verstuurd voor deze betonnen brug. In januari 1969 werd de brug opgeleverd.
De brug moest aansluiten op het bastion dat was ontworpen door de architecten Hendrik Jan de Kimpe (Rotterdam, 30 mei 1909) en Laarhoven van de Dienst der Publieke Werken. Zij hadden het terrein met gebouwen ontworpen. Het ontwerp van de brug is afkomstig van Dick Slebos, eveneens werkend bij de dienst, maar dan bij de afdeling bruggen.

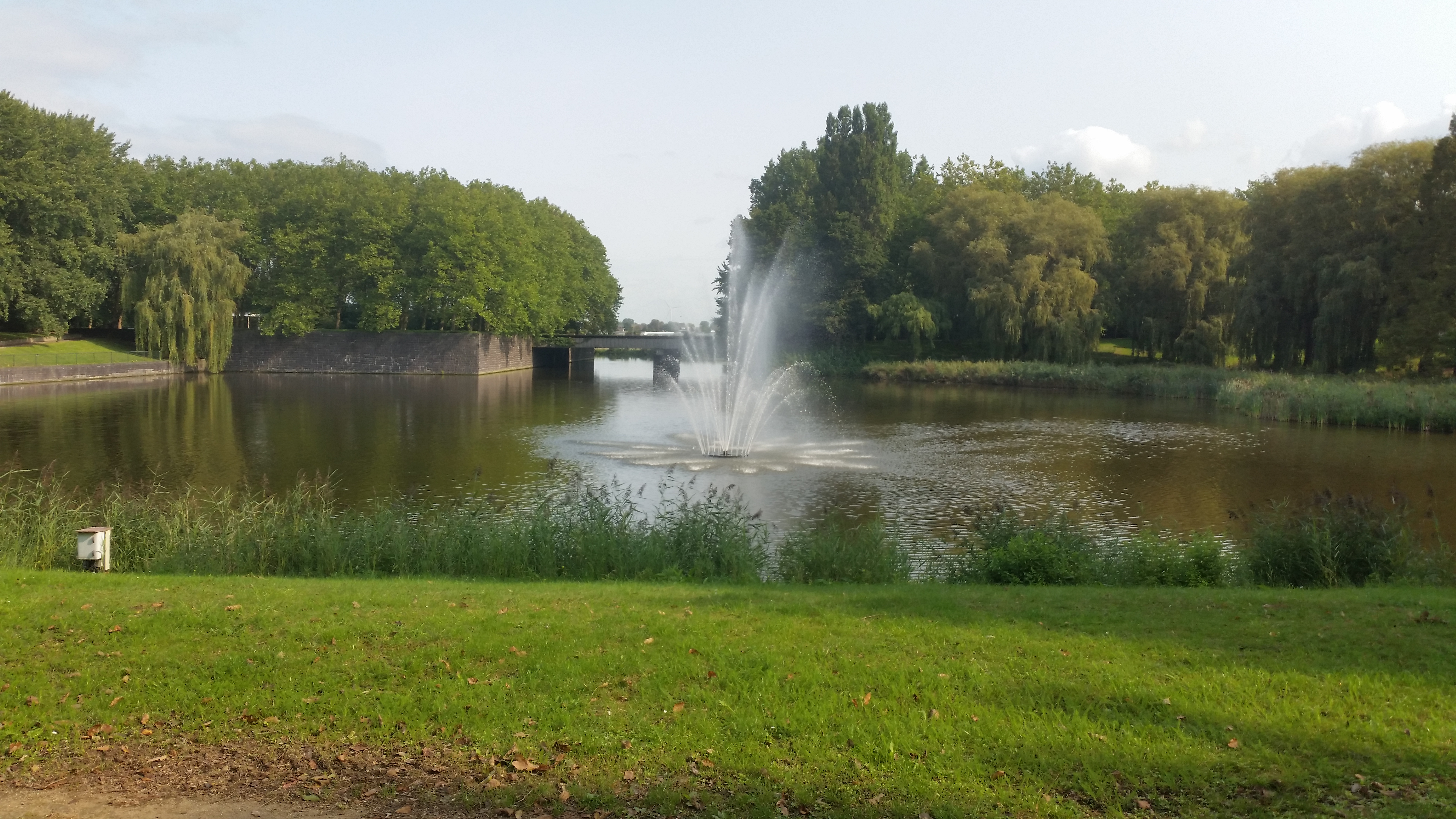
Brug 775 achter de fontein (september 2020)

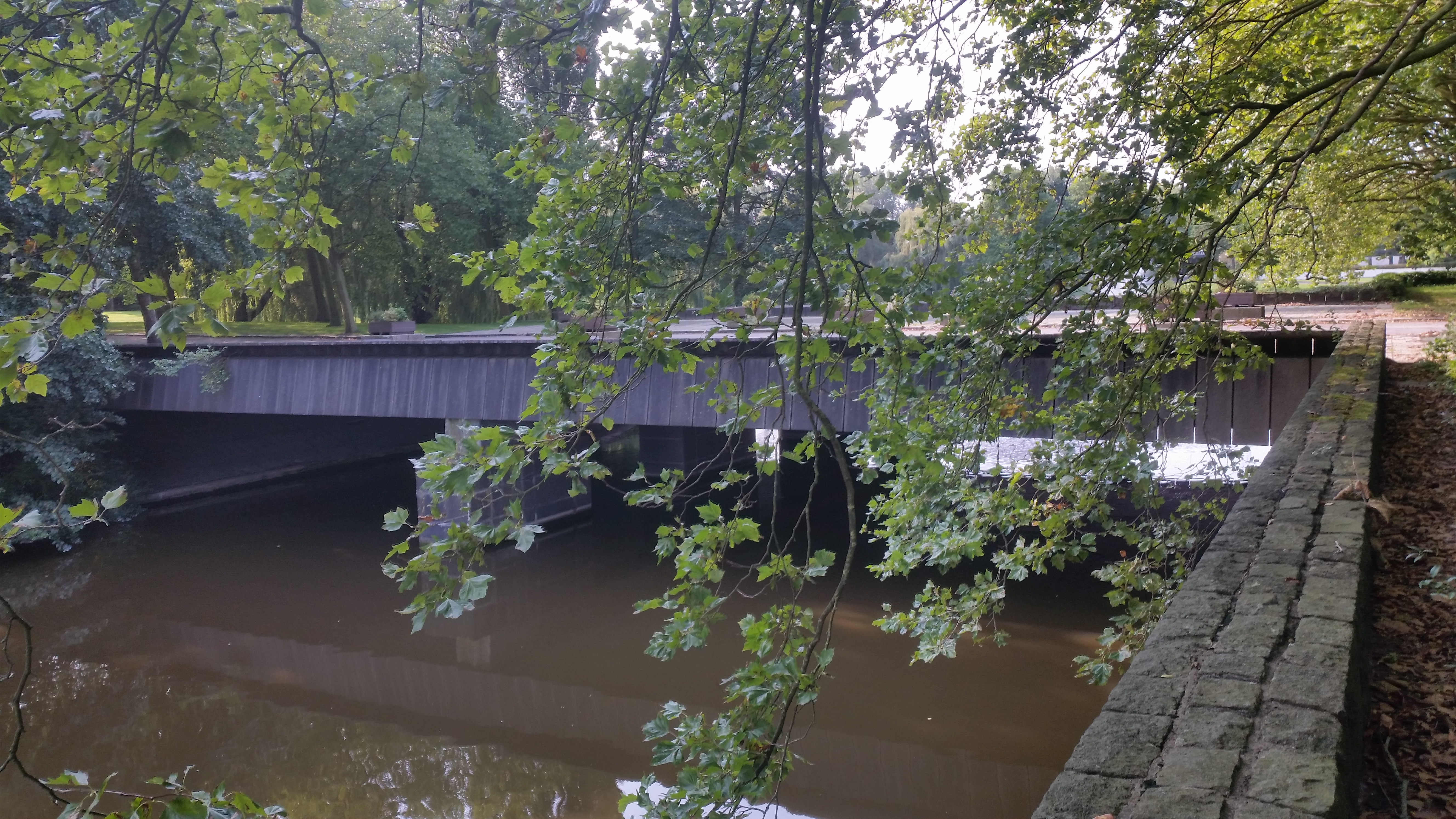
Zijaanzicht van brug 775 (september 2020)

<<< · 700 · 701 · 702 · 703 · 704 · 705 · 706 · 707 · 708 · 709 · 710 · 711 · 712 · 713 · 714 · 715 · 716 · 717 · 718 · 719 · 720 · 721 · 722 · 725 · 726 · 729 · 730-738 · 739 · 740 · 741 · 742 · 743 · 744 · 745 · 746 · 747 · 748 · 749 · 751 · 752 · 753 · 754 · 755 · 756 · 757 · 758 · 759 · 760 · 761 · 762 · 763 · 764 · 765 · 766 · 767 · 768 · 769 · 770 · 771 · 772 · 773 · 775 · 776 · 777 · 778 · 779 · 780 · 781 · 782 · 783 · 784 · 786 · 787 · 788 · 789 · 790 · 791 · 792 · 793 · 794 · 795 · 797 · >>>
Brugnummers  723, 724, 727, 728, 750, 774, 785, 796 (niet gerealiseerde brug over de Slotervaart), 798 en 799 zijn niet vergeven.